# Real Orquesta Filarmónica de Liverpool

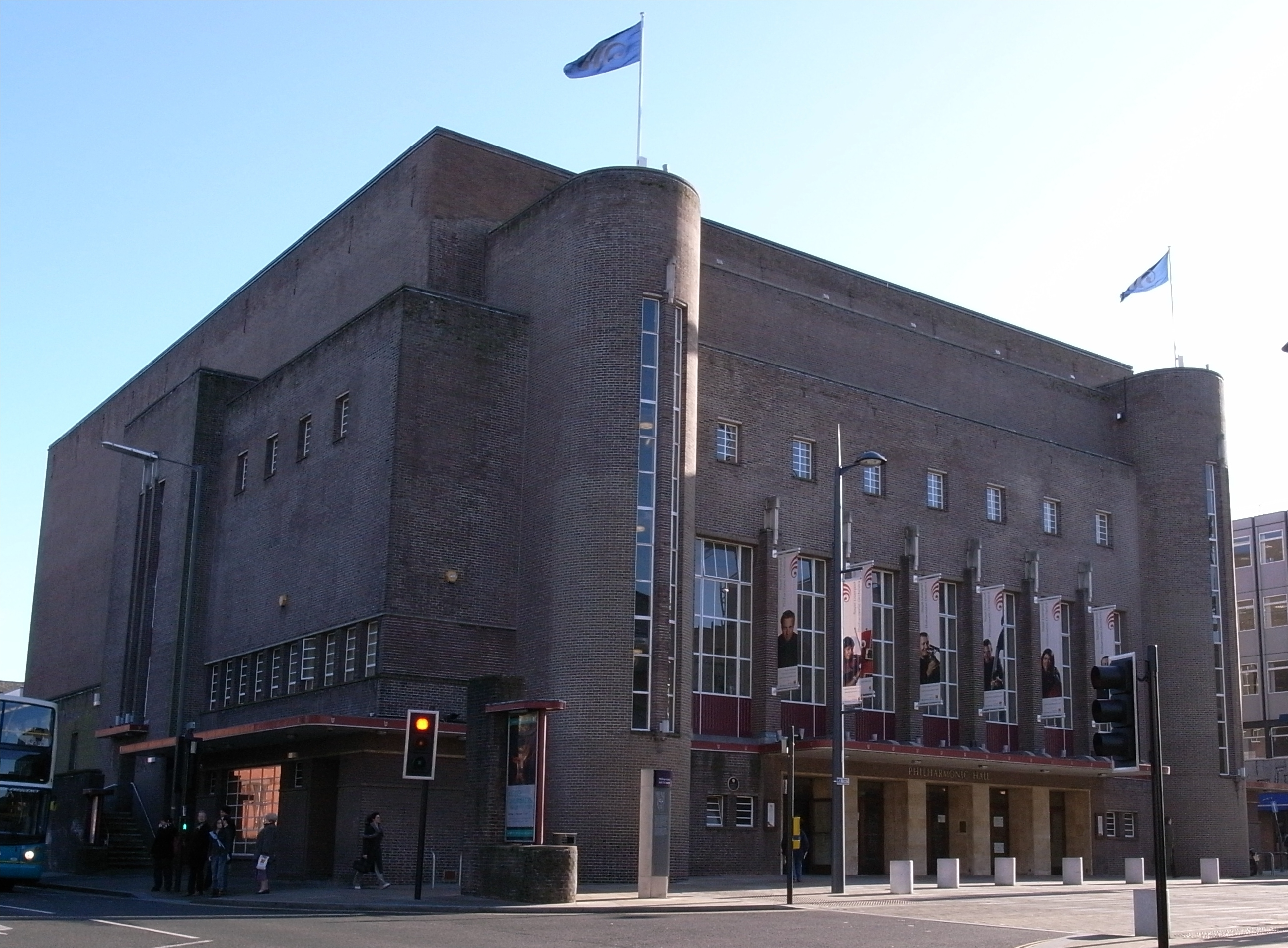
Philharmonic Hall de Liverpool, obra del arquitecto Herbert Rowse y sede de la Real Orquesta Filarmónica de Liverpool.

La Real Orquesta Filarmónica de Liverpool (en inglés: Royal Liverpool Philharmonic Orchestra, también conocida por su sigla RLPO) es una de las orquestas sinfónicas más antiguas de Gran Bretaña. Tiene su sede en la ciudad de Liverpool. Se trata de la única orquesta del Reino Unido que es propietaria de su propia sala de conciertos, el Philharmonic Hall, famoso por su excelente acústica y donde la orquesta ha realizado numerosas grabaciones. La Liverpool Philharmonic Youth Orchestra, el Royal Liverpool Philharmonic Choir, los Philharmonic Youth & Training Choirs y The Community&Gospel Choir también están administrados por la RLPO. En 1994 se creó la figura del compositor-asociado (Composer-In-Association) para promocionar la música contemporánea: el primero fue el británico Graham Fitkin.

## Historia
La orquesta fue fundada el 10 de enero de 1840 con el nombre de Sociedad Filarmónica de Liverpool (Liverpool Philharmonic Society). En 1957 se le concedió el derecho a utilizar el título de Real añadido a su nombre.
El compositor Max Bruch, director principal de la orquesta desde 1880 hasta 1883, compuso su obra Kol Nidre para violonchelo y orquesta en Liverpool y la dedicó a la comunidad judía de la ciudad. La Sociedad Filarmónica ha hecho numerosos encargos a compositores. Quizá la obra más importante fruto de estos encargos sea la Sinfonía nº 2 de William Walton, conocida también como The Liverpool Symphony. Fue estrenada por la Real Orquesta Filarmónica de Liverpool y el director John Pritchard en el Festival de Edimburgo de 1960.

## Salas de conciertos: el Philharmonic Hall
La orquesta ofreció sus conciertos en distintos lugares hasta que construyó su propia sala, el Philharmonic Hall, en Hope Street. El primer edificio se inauguró en 1849, pero desapareció en un incendio en 1933. Le sustituyó una nueva sala diseñada por el arquitecto Herbert Rowse, en un estilo deudor de la Bauhaus que fue inaugurada en 1939.

## Financiación de la orquesta. Conciertos y giras fuera de Liverpool
Aparte de las cuotas de sus abonados y de los fondos que recibe del departamento nacional de cultura Arts Council England, también se mantiene gracias a los fondos de las autoridades locales de los condados de Merseyside, Cheshire y Lancashire, en los que la orquesta da numerosos conciertos. 
Además, la orquesta ofrece numerosas giras. Fue la primera orquesta no checoslovaca que tocó en el Festival Primavera de Praga, en 1989.

## Directores
Jakob Zeugheer dirigió los conciertos de la orquesta entre 1843 y 1865. Tras su muerte, le sucedió Alfred Mellon. Otras importantes batutas fueron, en la década de 1860, Julius Benedict y entre 1880 y 1883, Max Bruch. Posteriormente pasaron por el podio con el cargo de director principal otras personalidades como Henry Wood, Malcolm Sargent, Adrian Boult, John Pritchard, Charles Groves, Libor Pešek y Gerard Schwarz. Simon Rattle, que nació en Liverpool, ha dirigido la RLPO.

### Principales directores
- Vasili Petrenko (2006 en adelante)
- Gerard Schwarz (2001–2006)
- Petr Altrichter (1997–2001)
- Libor Pešek (1987–1998)
- Marek Janowski (1983–1986)
- David Atherton (1980–1983)
- Walter Weller (1977–1980)
- Charles Groves (1963–1977)
- John Pritchard (1957–1963)
- Efrem Kurtz (1955–1957)
- Hugo Rignold (1948–1955)
- Malcolm Sargent (1942–1948)
- Hubo un largo periodo el que la orquesta estuvo al mando de directores invitados, entre los que se encuentran Henry Wood, Thomas Beecham o Louis Cohen
- Frederic Hymen Cowen (1896–1913)
- Charles Hallé (1883–1895)
- Max Bruch (1880–1883)
- Julius Benedict (1867-1880)
- Alfred Mellon (1865-1867)
- Jakob Zeugheer (también conocido como J. Z. Herrmann, 1843-1865)

## Reconocimientos honoríficos
En 1989, la Universidad John Moores de Liverpool concedió el título de Honorary Fellowship a la Orquesta. En 1991 la ciudad de Liverpool entregó por vez primera la distinción de Honorary Freedom a una institución (y no a una persona), y fue precisamente a la RLPS. En 1997, de nuevo la ciudad de Liverpool entregó un nuevo reconocimiento a la orquesta: el del Meritorious Service.

## Grabaciones y RLPO Live
Las grabaciones discográficas de la RLPO son muy numerosas. Entre las más antiguas y prestigiosas, se encuentran las versiones de Malcolm Sargent de El Mesías de Händel y de Dream of Gerontius de Elgar, así como primeras grabaciones de obras contemporáneas de Frederick Delius (dirigidas por Charles Groves) o Arthur Bliss (dirigidas por Vernon Handley). Libor Pešek ha realizado grabaciones muy premiadas con música sinfónica de autores checos (entre ellos Antonín Dvořák y Josef Suk). Otros importantes ciclos sinfónicos grabados por la RLPO son los de Beethoven (dirigido por Charles Mackerras), Mahler (dirigido por Gerard Schwarz, Pešek y Mackerras), Vaughan Williams (dirigido por Vernon Handley) y Carl Nielsen (bajo la dirección de Douglas Bostock).
Fuera del ámbito de la música clásica, la orquesta también ha participado en discos como Heart Strings de la irlandesa Moya Brennan.

### RLPO Live
En 1998 la RLPO, a iniciativa de sus propios músicos, creó una compañía discográfica, a la que llamó RLPO Live. En 2003, RLPO Live se unió con Classico Records para distribuir sus discos en el mercado internacional.